# بیست سال با آثار پرویز مشکاتیان ۲
بیست سال با آثار پرویز مشکاتیان ۲، نام آلبوم موسیقی است با آهنگسازی پرویز مشکاتیان، در این اثر خوانندگان بنامی چون محمدرضا شجریان همکاری کرده‌اند.

## شرح

### هنرمندان
- محمدرضا شجریان
- شهرام ناظری
- ایرج بسطامی
- علی رستمیان
- حمیدرضا نوربخش
- سپیده رئیس‌السادات (همنواز)

محمدرضا لطفی 
اردشیر کامکار 
جمشید عندلیبی 
داریوش پیرنیاکان
کیوان ساکت 
ارژنگ کامکار 
بیژن کامکار 
کورش بابایی 
بهداد بابایی 
آرش کامور 
شروین مهاجر

## منبع
- جلد اثر